# Berliet TGV
Der Berliet TGV war ein schwerer Straßenschlepper, gebaut vom französischen Kraftfahrzeughersteller Berliet in Lyon in den 1930er Jahren. Die jeweils angehängten Ziffern der einzelnen Varianten beziehen sich auf unterschiedliche Motoren.

## Geschichte
Als TGV7 erhielt das Fahrzeug seine allgemeine Betriebserlaubnis im Oktober 1932, als TGV8 im März 1933. Beide unterschieden sich offenbar nur durch unterschiedliche Motoren. Für den TGV7 wurden die Chassisnummern 102401–102500 reserviert, für den TGV8 die Chassisnummern 121506–121520. Indessen ist ein Serienbau dieser Fahrzeuge nicht erwähnt, es blieb offenbar bei einem Prototyp, Verkaufserwartungen des Hauses Berliet erfüllten sich nicht.

### TGV7
Der Berliet TGV7 war mit einem Dieselmotor des Typs MDB ausgestattet: 4 Zylinder, 120 mm Bohrung, 160 mm Hub, Hubraum 7238 cm³. Der Motor gab seine nicht genannte Höchstleistung bei 1700/min ab, das Fahrzeug war steuerlich mit 19 CV eingestuft. Das Fahrzeug hatte vier Vorwärtsgänge und einen Rückwärtsgang, das Gewicht des Chassis wird mit 3600 kg angegeben, die Zugleistung mit 10 Tonnen.

### TGV8
Der Berliet TGV8 war mit einem Dieselmotor des Typs MDC ausgestattet: 4 Zylinder, 110 mm Bohrung, 150 mm Hub, Hubraum 8553 cm³. Der Motor gab seine nicht genannte Höchstleistung bei 1600/min ab, das Fahrzeug wurde steuerlich mit 23 CV eingestuft. Das Fahrzeuggewicht einschließlich Aufbau wird mit 4650 kg angegeben, die übrigen technischen Daten waren mit denen des TGV7 identisch.